# سنگ‌نگاره‌های وال کامونیکا
سنگ نگاره‌های وال کامونیکا در کشور ایتالیا از بزرگترین کنده‌کاری‌های ما قبل تاریخ روی سنگ در جهان است که در فهرست میراث جهانی یونسکو ثبت گردیده‌است. این مجموعه در سال ۱۹۷۹ توسط یونسکو به رسمیت شناخته شد و در فهرست میراث جهانی یونسکو در اروپا به ثبت رسید. در این مجوعه بیش از ۱۴۰٫۰۰۰ نمودار و شکلک به روی صخره‌ها حک شده‌است.

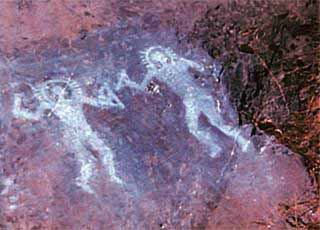
یک نقاشی در وال کامونیکا، ایتالیا، مربوط به ۱۰٫۰۰۰ سال قبل از میلاد مسیح که برخی از پژوهشگران مانند اریک فون دنیکن ادعا می‌کنند برای مجسم کردن موجودات فضایی ایجاد شده است. این حکاکی‌ها ممکن است برای نمایش خدایان یا اساطیر در ادیان آن زمان مورد استفاده قرار گرفته باشد.

## نگارخانه

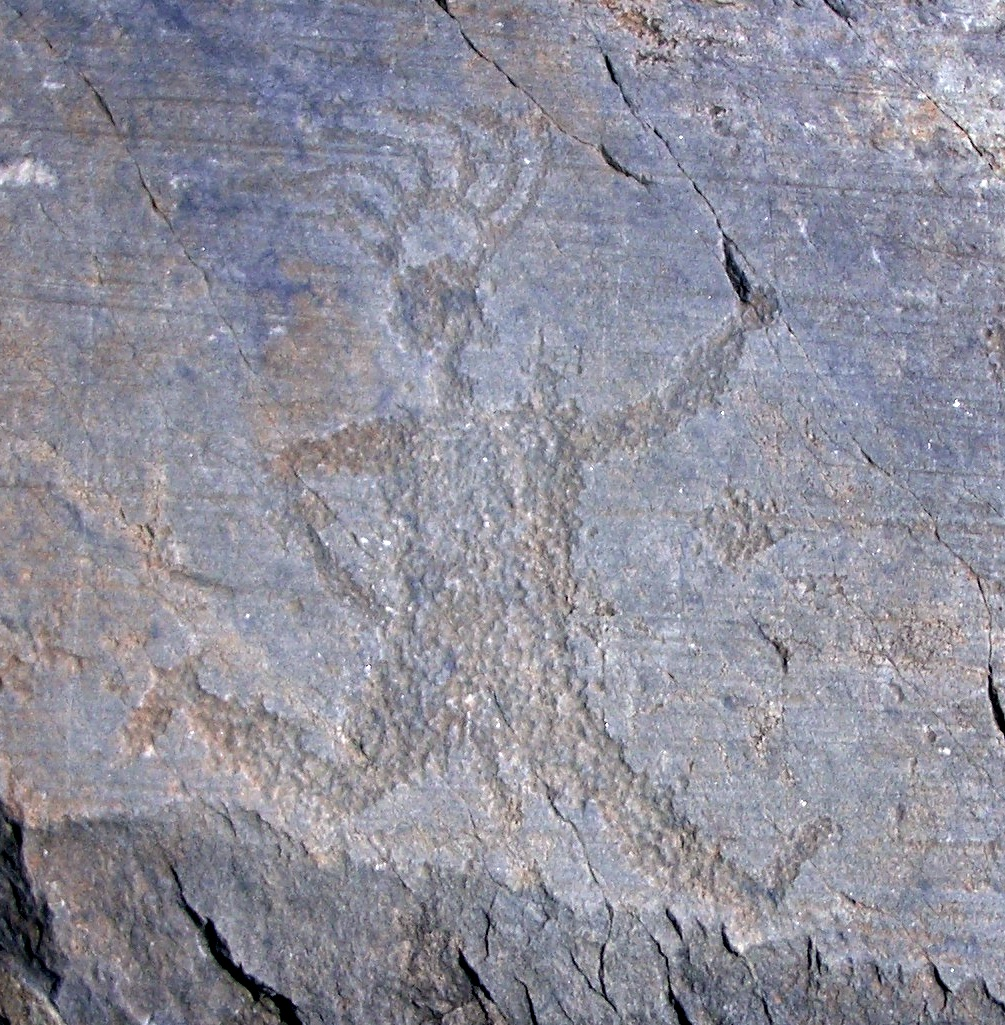
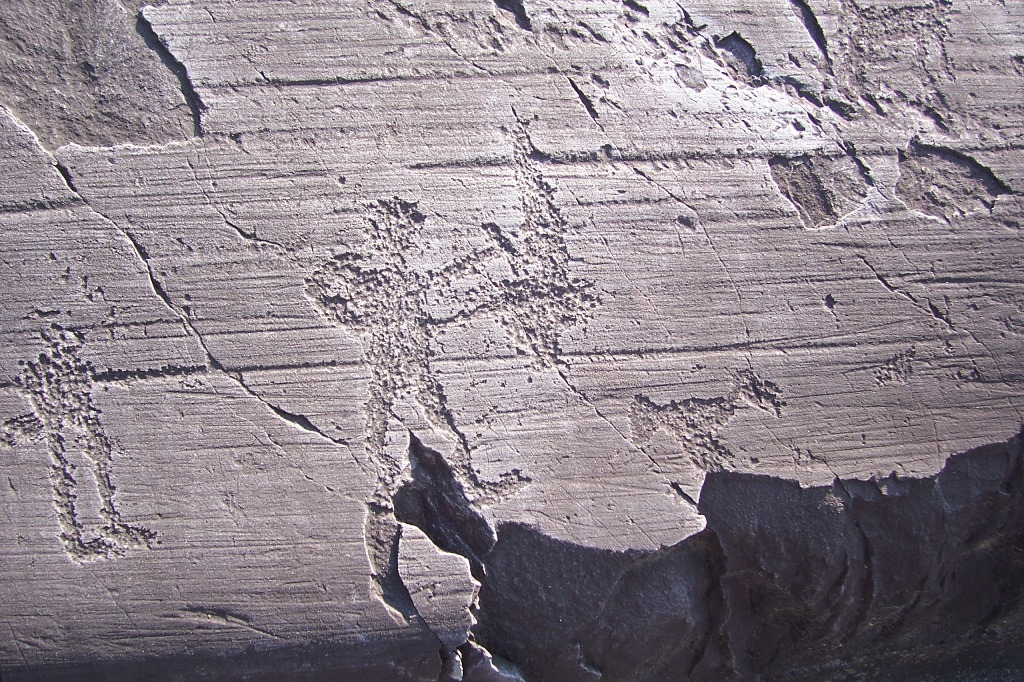